# Matronae Andrusteihiae
Die Andrusteihiae sind Matronen, die durch vier Inschriften auf Votivsteinen des  2. und 3. Jahrhunderts aus Bonn und Köln überliefert sind.

## Auffindung und Beschreibung

### Fundort Bonn
„Matronis/ Andrusteihis/ Iuli Romulus/ et Peregrinus/ s(olverunt) l(ibentes) m(erito)“

In der damaligen Gemeinde Godesberg wurde im Jahr 1867 ein kleiner Altar aus Kalkstein gefunden (27 × 15 × 6 cm) mit üblichen Gestaltungsmerkmalen wie Sockel, Gesims, Giebel und Voluten.

„Matronis/ Andrus/teihabus/ Bella/ v(otum) s(olvit) l(ibens) m(erito)“

### Fundort Köln
- Eine Spolie, die unter unbekannten Umständen 1835 beim Weyertor (Köln-Lindenthal) gefunden wurde. Der Altarstein wurde vermutlich zur Verbauung in der mittelalterlichen Stadtmauer oder im Kloster Weiher durch das Abschlagen des Sockels und der Voluten eckig behauen.

„Matronis/ Andruste/hiabus/ L(ucius) Silvinius/ Respectus / v(otum) s(olvit) l(ibens) m(erito)“

- Ein 1949 unter unbekannten Umständen gefundenes Fragment aus Kalkstein der linken, oberen Ecke eines Altars mit teilweise erhaltenem Giebel, auf dessen Schmalseite in einem gerahmten Feld ein Baum mit zwei Vögeln abgebildet ist.

„Mat[ronis]/ And[ruste]/hiab[us“

## Beiname
Der nicht schlüssig deutbare Name wird in der Forschung von der Bildungsweise mit dem Stammesnamen der cisrhenanischen Condruser (analog zum Beleg der  Candrusteihiae) in Verbindung gebracht sowie besonders durch die lateinisch-fränkische Bezeichnung der Antrustio. In beiden Bildungen findet sich als Element germanisch trausta (englisch trust) für Vertrauen oder Treue. Ebenfalls kann das keltische *drus-, *drust- vorliegen mit der Bedeutung unter anderen eines „festen Vertrags“. Eine Übernahme aus dem Keltischen spricht nicht einer Beibehaltung eines spezifisch germanischen Verständnisses oder der Auffassung einer Bedeutung und besonderen Funktion der Matronen für die germanisch geprägten Verehrer entgegen.